# Steven Miles
Steven Miles (ur. 15 września 1977 w Brisbane) – australijski polityk, w latach 2020–2023 wicepremier, a w latach 2023–2024 premier Queenslandu.

## Życiorys
Studiował na Uniwersytecie Queenslandu. W 2010 bezskutecznie kandydował do Parlamentu Australii z jednomandatowego okręgu Ryan. W 2015 uzyskał mandat do Parlamentu Queenslandu. Od 16 lutego 2015 do 11 grudnia 2017 był ministrem środowiska i ochrony dziedzictwa oraz ministrem ds. parków narodowych i Wielkiej Rafy Koralowej w gabinecie stanowym. 12 grudnia 2017 został w nim ministrem zdrowia, funkcję tę pełnił do 12 listopada 2020. 11 maja 2020 objął funkcję wicepremiera stanu, a 12 listopada został ministrem rozwoju stanu, infrastruktury, samorządu terytorialnego i planowania. 7 października 2021 zakres jego obowiązków został powiększony o nadzór nad infrastrukturą przygotowywaną pod organizację Letnich Igrzysk Olimpijskich 2032, a 12 grudnia 2022 – również Igrzysk Paraolimpijskich.
15 grudnia 2023, po złożeniu dymisji przez dotychczasową szefową rządu Annastacię Palaszczuk, został powołany przez gubernator Jeannette Young na urząd premiera Queenslandu. 
Po wyborach w 2024 Australijska Partia Pracy straciła władzę w stanie na rzecz Liberal National Party of Queensland, 28 października 2024 jej lider David Crisafulli zastąpił Milesa na stanowisku premiera. 4 listopada 2024 jednogłośnie wybrany liderem stanowej opozycji.

## Życie prywatne
Jest żonaty, ma trójkę dzieci. Mieszka z rodziną w miejscowości Mango Hill.